# برایان کلاف
برایان هوارد کلاف (به انگلیسی: Brian Howard Clough) (زاده ۲۱ مارس ۱۹۳۵ – درگذشته ۲۰ سپتامبر ۲۰۰۴) بازیکن و مربی انگلیسی فوتبال بود. در دوران بازی کلاف گلزنی قهار برای تیم‌های میدلزبرو و ساندرلند بود به گونه‌ای که در ۲۵۴ بازی در لیگ انگلستان ۲۵۱ گل زد. او همچنین دو جام قهرمانی انگلستان را در ۱۹۵۹ کسب کرد. او در ۲۹ سالگی به خاطر آسیب دیدگی از بازیکنی کناره‌گیری کرد. از او به عنوان یکی از گلزن‌ترین بازیکنان لیگ انگلستان یاد می‌شود.

شخصیت کاریزماتیک، رک و جدال‌برانگیز کلاف او را به یکی از مربیان بزرگ انگلستان بدل کرده بود. موفقیت‌هایش در دربی کانتی و ناتینگهام فارست، دو تیم استانی را که موفقیت‌های کمی در گذشته‌شان داشتند را در زمره بزرگترین تیم‌های تاریخ آورد. همچنین تیم‌های تحت مربیگری او به خاطر بازی جذاب و جوانمردانه‌شان مورد توجه بودند. برخلاف اینکه بارها به عنوان گزینه مربیگری تیم ملی فوتبال انگلستان مطرح شد هیچ وقت در این جایگاه قرار نگرفت و عنوان بزرگترین مربی ای که انگلیس هیچ وقت نداشت را به او دادند.

نام او همواره به همراه پیتر تیلور که در تیم‌های گوناگونی دستیارش بوده عجین شده‌است.
کلاف در ۱۹۶۵ به مربیگری تیم دسته چهارمی هارتل پول یونایتد را بر عهده گرفت و پیتر تیلور را به عنوان دستیارش برگزید، این آغاز همکاری ای بود که دو دهه موفقیت در تیم‌های باشگاهی مختلف را برای این دو به همراه داشت. در ۱۹۶۷ این دو به تیم دسته دومی دربی کانتی رفتند. در سال‌های ۱۹۶۷ و ۱۹۶۸ دربی کانتی به مقام قهرمانی لیگ دسته دو دست یافت. سه سال بعد دربی کانتی برای اولین بار در تاریخش به مقام قهرمانی لیگ انگلستان دست یافت. در ۱۹۷۳ آن‌ها به نیمه نهایی لیگ قهرمانان اروپا رسیدند. با این همه روابط او با مدیر باشگاه سم لانگسان رو به وخامت گذاشت و او و تیلور استعفا دادند.

این ناکامی با هشت ماه ضعیف در تیم دسته سومی برایتون اند هوو آلبیون ادامه یافت. کلاف (بدون تیلور) در تابستان ۱۹۷۴ مربیگری لیدز یونایتد را بر عهده گرفت. یک نتیجه غیرمنتظره فرصت به نقد کشیدنش را به مربی سابق لیدز و بازیکنانش داد و کلاف بعد از ۴۴ روز از لیدز اخراج شد. بعد از چند ماه کلاف به تیم دسته دومی ناتینگهام فارست پیوست و همکاری با تیلور را از نو آغاز کرد. در ۱۹۷۷ ناتینگهام فارست به لیگ انگلستان راه یافت و سال بعد برای اولین بار در تاریخش قهرمان انگلستان شد با این قهرمانی کلاف یکی از پنج نفری پیوست که قهرمانی انگلستان را با دو تیم مختلف به دست آورده‌اند. همچنین فارست دو سال متوالی قهرمان اروپا شد و کارلین کاپ شد پیش از آنکه تیلور در سال ۱۹۸۲ بازنشسته شود. کلاف برای ده سال بعد هم مربی ناتینگهام فارست ماند و دو قهرمانی دیگر در لیگ انگلستان به دست آورد، اما نتوانست قهرمانی‌های پیشینش را تکرار کند و پس از بازنشستگی کلاف در ۱۹۹۲ فارست به از لیگ دسته اول سقوط کرد.

## افتخارات
باشگاه فوتبال دربی کانتی
چمپیونشیپ ۱۹۶۸- ۱۹۶۹
لیگ برتر انگلستان
قهرمان:۱۹۷۵–۱۹۷۴ ٫ ۱۹۷۲–۱۹۷۱
ناتینگهام فارست
- قهرمان لیگ دسته اول (امروزه لیگ برتر) (۱ بار): ۱۹۷۷–۷۸
- قهرمان جام حذفی (۲ بار) :۱۸۹۷–۹۸، ۱۹۵۸–۵۹
- قهرمان جام اتحادیه (۴ بار): ۱۹۷۷–۷۸، ۱۹۷۸–۷۹، ۱۹۸۸–۸۹، ۱۹۸۹–۹۰
- قهرمان جام خیریه (۱ بار): ۱۹۷۸
- قهرمان جام باشگاه‌های اروپا (امروزه لیگ قهرمانان اروپا) (۲ بار): ۱۹۷۸–۷۹ ،۱۹۷۹–۸۰
- قهرمان سوپر جام اروپا (۱ بار): ۱۹۷۹